# جمالي (رقة)
جمالي (بالفارسية: جمالی) هي مستوطنة تقع في إيران في قسم رقة الريفي. يقدر عدد سكانها بـ 30 نسمة .